# Église de John's Lane
LÉglise de John's Lane (nom populaire) est une église catholique située dans la ville de Dublin en Irlande.
Le nom officiel de l'église est Église de Saint Augustin et Saint Jean-Baptiste.
L'église est construite en grès rouge avec des parements de granit et de calcaire.

## Historique
C'est en 1860 qu'a été décidé la construction de l'église. L'architecte était Edward Welby Pugin assisté par son beau-frère George C. Ashlin.
La construction a commencé en 1862 et l'église a été achevé en 1895 pour l'extérieur (et 1911 pour l'intérieur), après une durée considérable de 33 ans. Une si longue durée s'explique par le fait que le contremaître et de nombreux ouvriers étaient des Fenians, qui ont eu des ennuis avec les autorités en 1865 et par la suite. Pour cette raison, l'église a été surnommée « l'église des Fennians ».
La flèche de la tour principale, conçue par William Hague, date de 1884 et est la plus haute flèche d'église de la ville. Elle est inspirée du gothique français.
La construction de l'église a coûté 60 000 livres sterling.

## Dimensions
Les dimensions de l'édifice sont les suivantes ;

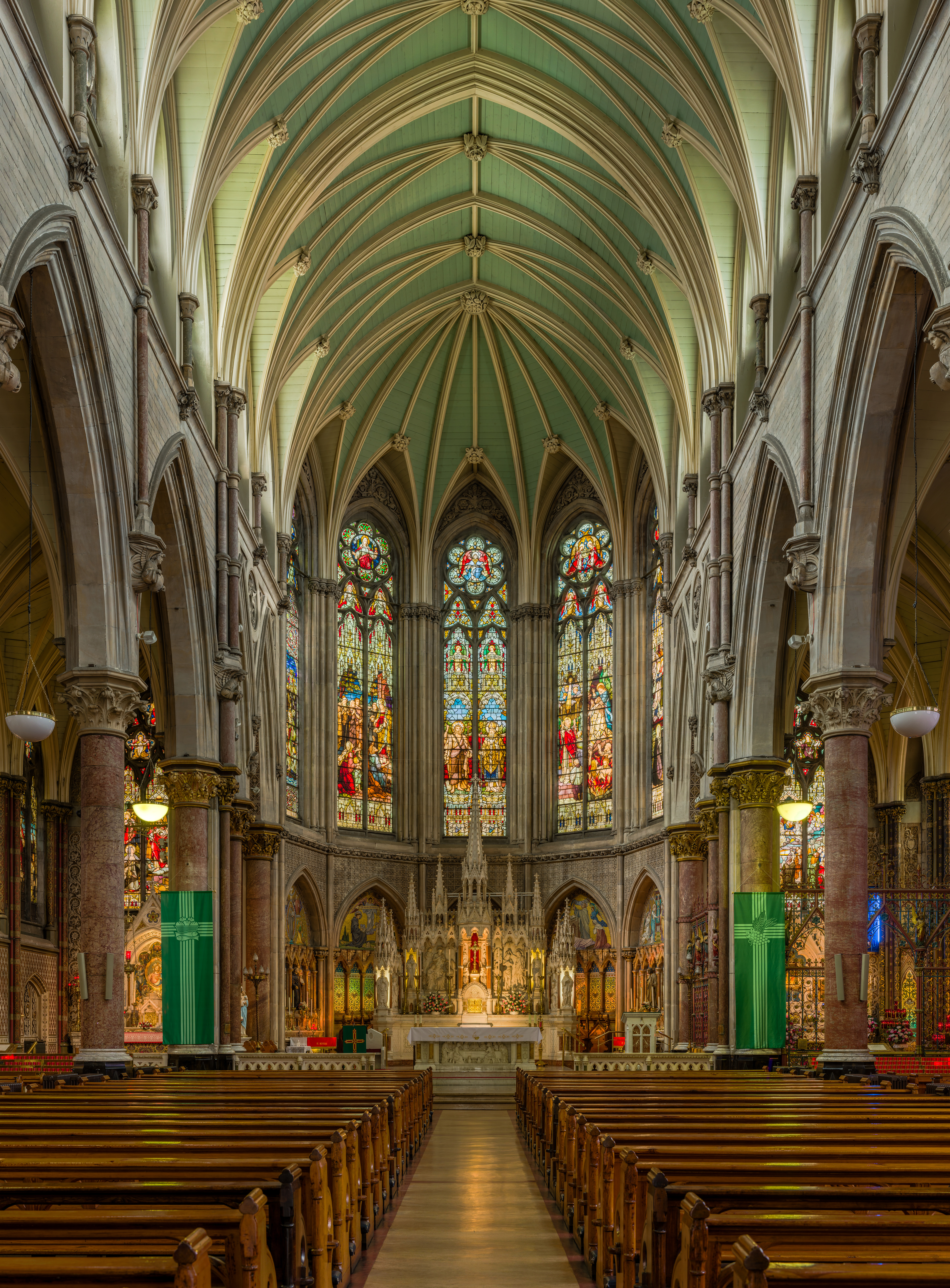
Intérieur de l'église

- Hauteur de la nef : 19,8 m
- Longueur ; 50,3 m
- Hauteur de la tour : 70,4  m [2]
- Largeur ; 28,3 m